# Contea di Schwerin
La Contea di Schwerin era uno stato del Sacro Romano Impero esistito fra il 1161 ed il 1358, situato nella parte sud-occidentale dell'attuale lander tedesco del Meclemburgo-Pomerania Anteriore.

## Storia

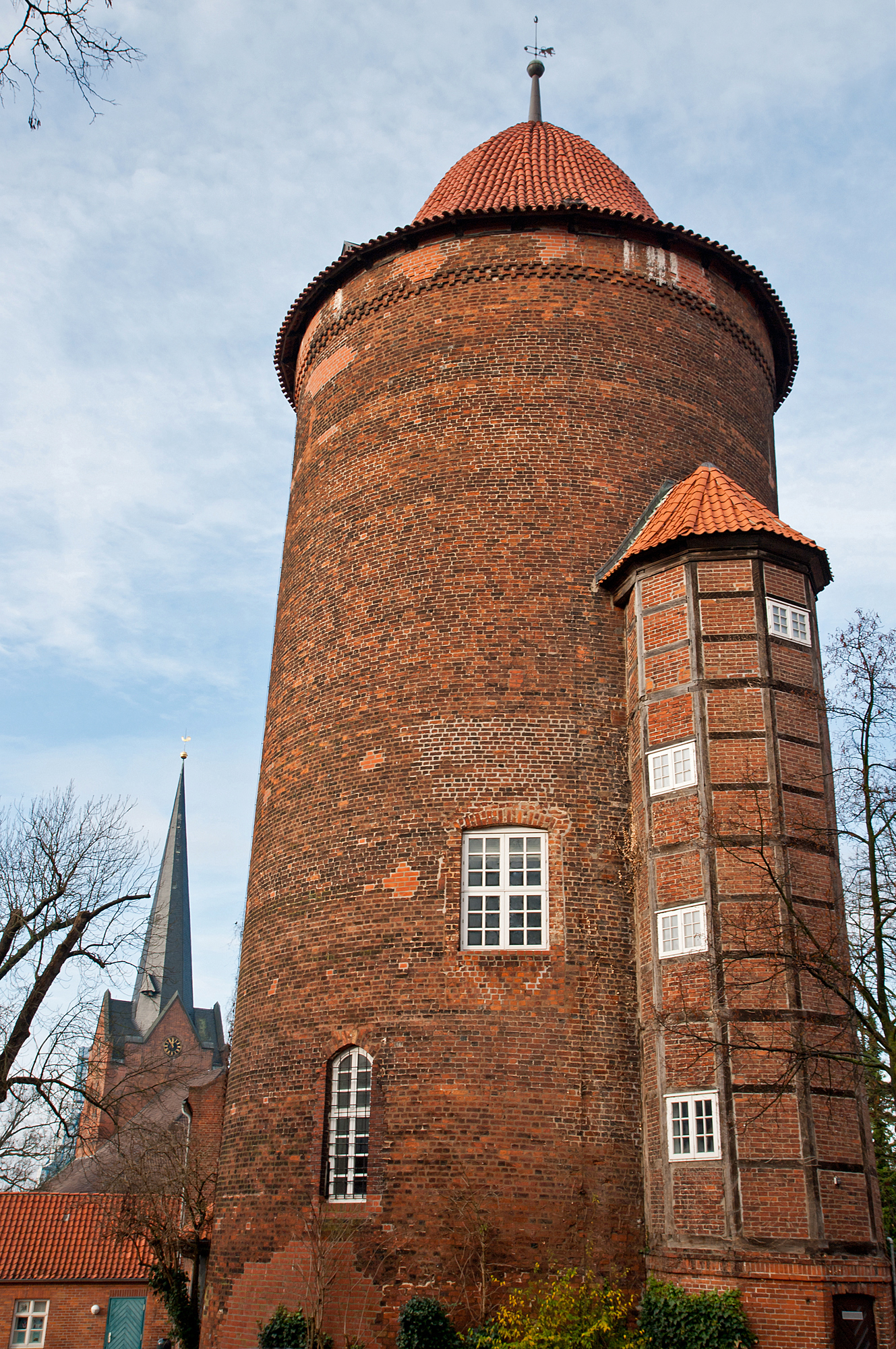
La torre del castello di Dannenberg chiamata Waldemarturm dove fu tenuto prigioniero il re danese Valdemaro II

La Contea di Schwerin fu istituita nel 1161 da Enrico il Leone a seguito della sua campagna vittoriosa contro gli slavi capeggiati dal principe obodrita Niklot, a seguito della quale egli conquistò il castello di Schwerin. La contea fu assegnata a Gunzelino di Hagen, un nobile sassone che aveva supportato Enrico il Leone nella suddetta campagna.
Dopo che Enrico il Leone cadde in disgrazia, i re danesi cercarono di sfruttare questa situazione per estendere i loro possedimenti nel Meclemburgo. Nel 1208 il re danese Valdemaro II, approfittando di una disputa fra i conti di Schwerin Gunzelino II e Enrico I, detto Enrico il Nero, ed un loro vassallo, intervenne e si impadronì della contea. Nel 1214 i conti poterono tornare dopo aver giurato fedeltà a Valdemaro come vassalli. La loro sorella Oda fu inoltre costretta a sposare Niels di Halland, figlio illegittimo di Valdemaro, a cui dovettero dare in dote la metà della contea di Schwerin.
Nel 1221, mentre Enrico il Nero si trovava alla quinta crociata, Gunzelino II morì e Valdemaro affidò la reggenza della contea a suo nipote
Alberto II di Orlamünde. L'anno successivo, quando Enrico I tornò, trovo quindi la sua casa occupati dai danesi. Egli tentò rientrare in possesso delle sue proprietà negoziando la cosa con il re con Valdemaro, ma visto che questo non produceva alcun effetto, mise in atto un audace piano, che ebbe poi delle conseguenze importanti nella storia dell'Europa del nord.
Nella notte tra il 6 e il 7 maggio 1223 Enrico rapì Valdemaro e suo figlio, che stavano trascorrendo la notte nell'isola danese di Lyø per una battuta di caccia. Egli con una barca riportò a terra in Germania i due prigionieri che furono quindi custoditi dapprima a Lenzen, nella Marca di Brandeburgo, e più tardi nella torre del castello di Dannenberg, nell'omonima contea, ove poteva contare sull'appoggio del conte Enrico II di Dannenberg.
Le trattative per il rilascio di Valdemaro andarono avanti per un certo tempo, ma nonostante le minacce dell'imperatore e del Papa Onorio III, non si arrivò ad una soluzione per l'intransigenza di entrambe le parti. L'inevitabile conclusione fu che si giunse ad una guerra. Nel gennaio 1225 gli eserciti contrapposti si scontrarono a Mölln nella contea di Holstein. L'esercito danese era comandato da Alberto di Orlamünde, che nel frattempo era stato nominato reggente del trono di Danimarca, e dal suo nipote Ottone di Lüneburg. L'esercito contrapposto era guidato da Enrico I con i suoi alleati Adolfo IV di Schaumburg, Gerardo di Lippe (arcivescovo di Brema) e Enrico II di Meclemburgo. Al termine di una battaglia molto dura i danesi furono sconfitti e lo stesso Alberto di Orlamünde fu fatto prigioniero. Il trattato di pace, firmato il 17 novembre 1225 fu molto duro per i danesi: oltre al pagamento di un pesante riscatto, essi dovettero cedere le contee di Holstein e di Schwerin, che tornarono ai precedenti proprietari (Adolfo IV e Enrico I), inoltre dovettero rinunciare a tutte le conquiste tedesche ad eccezione del Principato di Rügen e infine dovettero garantire la completa libertà di commercio per le città della Germania settentrionale.
Nel 1282, i figli di Gunzelino III, Helmold III e Nicola I, separarono la linea dinastica principale, dando luogo alla linea Schwerin-Wittenburg da cui nel 1323, alla morte di Nicola I, si divise una linea di Boizenburg.
La linea dinastica principale della casa di Schwerin si interruppe il 1344 con la morte di Enrico III (figlio di Helmold III) senza figli. La dinastia Schwerin proseguì con la linea Wittenburg che si estinse anch'essa nel 1357 con la morte di Ottone I (figlio di Gunzelino VI) senza eredi maschi. Anche la linea di Boizenburg si era estinta nel 1349 con la morte senza eredi di Nicola II (figlio di Nicola I).
Il fratello di Ottone I, Nicola I di Tecklenburg, che avrebbe ereditato i diritti della casa di Schwerin, trovandosi anche in una precaria situazione economica, vendette nel 1358 tali diritti ad Alberto II di Meclemburgo.
La contea di Schwerin cessò pertanto di esistere il 7 dicembre 1358 diventando da allora parte integrante del Ducato di Meclemburgo, che prenderà poi il nome di Ducato di Meclemburgo-Schwerin.

## Territorio
Il territorio della contea venne formato, aggiungendo alla città e relativo castello di Schwerin, alcuni territori limitrofi fra cui le aree di Wittenburg e Boizenburg appartenenti in precedenza alla contea di Ratzeburg, Crivitz, Hagenow, Grevesmühlen e Neustadt.

## Genealogia della casata di Schwerin

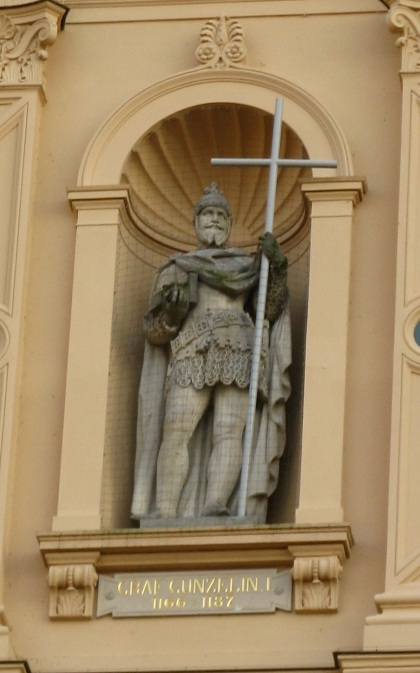
Statua di Gunzelino I nel castello di Schwerin

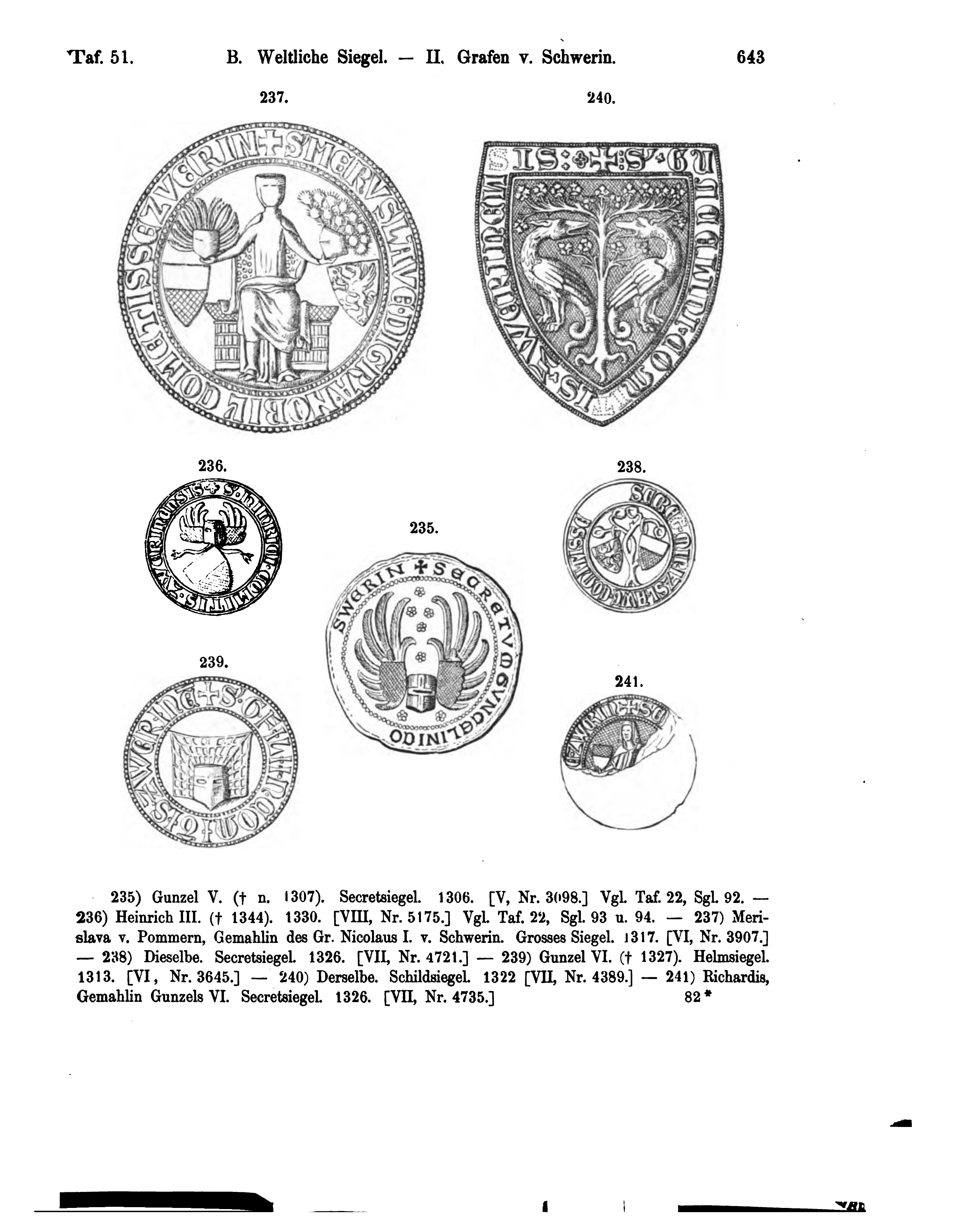
Alcuni sigilli dei Conti di Schwerin

|                                         |                                         |                                         |                                            |                                            |                                                           |                                           |                                                      |                                                      |                                                  |                                                  |                                                    |                                                    |
|                                         |                                         |                                         |                                            |                                            | Contea di Schwerin 1161-1358 Gunzelino di Hagen 1161-1185 |                                           |                                                      |                                                      |                                                  |                                                  |                                                    |                                                    |
|                                         |                                         |                                         |                                            |                                            |                                                           |                                           |                                                      |                                                      |                                                  |                                                  |                                                    |                                                    |
|                                         |                                         |                                         |                                            |                                            |                                                           |                                           |                                                      |                                                      |                                                  |                                                  |                                                    |                                                    |
|                                         | Helmold I Conte di Schwerin 1185-1194   | Helmold I Conte di Schwerin 1185-1194   | Hermann Vescovo di Schwerin (†1228/1230)   | Hermann Vescovo di Schwerin (†1228/1230)   | Gunzelino II Conte di Schwerin 1195-1220                  | Gunzelino II Conte di Schwerin 1195-1220  | Enrico I Conte di Schwerin 1200-1228                 | Enrico I Conte di Schwerin 1200-1228                 | Oda (†1283 circa)                                | Oda (†1283 circa)                                |                                                    |                                                    |
|                                         |                                         |                                         |                                            |                                            |                                                           |                                           |                                                      |                                                      |                                                  |                                                  |                                                    |                                                    |
|                                         |                                         |                                         |                                            |                                            |                                                           |                                           |                                                      |                                                      |                                                  |                                                  |                                                    |                                                    |
|                                         |                                         |                                         |                                            |                                            |                                                           | Gunzelino III Conte di Schwerin 1228-1274 | Gunzelino III Conte di Schwerin 1228-1274            | Helmold II Conte di Boizenburg 1228-1274             | Helmold II Conte di Boizenburg 1228-1274         |                                                  |                                                    |                                                    |
|                                         |                                         |                                         |                                            |                                            |                                                           |                                           |                                                      |                                                      |                                                  |                                                  |                                                    |                                                    |
|                                         |                                         |                                         |                                            |                                            |                                                           |                                           |                                                      |                                                      |                                                  |                                                  |                                                    |                                                    |
|                                         | Helmold III Conte di Schwerin 1262-1295 | Helmold III Conte di Schwerin 1262-1295 | Gunzelino IV Canonico di Schwerin († 1283) | Gunzelino IV Canonico di Schwerin († 1283) | Enrico II († 1267)                                        | Enrico II († 1267)                        | Giovanni Arcivescovo di Riga († 1267)                | Giovanni Arcivescovo di Riga († 1267)                | Wittenburg Nicola I Conte di Wittenburg († 1323) | Wittenburg Nicola I Conte di Wittenburg († 1323) | Mechtild                                           | Mechtild                                           |
|                                         |                                         |                                         |                                            |                                            |                                                           |                                           |                                                      |                                                      |                                                  |                                                  |                                                    |                                                    |
|                                         |                                         |                                         |                                            |                                            |                                                           |                                           |                                                      |                                                      |                                                  |                                                  |                                                    |                                                    |
| Gunzelino V Conte di Schwerin 1296–1307 | Gunzelino V Conte di Schwerin 1296–1307 | Enrico III Conte di Schwerin 1307–1344  | Enrico III Conte di Schwerin 1307–1344     |                                            |                                                           |                                           |                                                      | Gunzelino VI Conte di Wittenburg 1323–1327           | Gunzelino VI Conte di Wittenburg 1323–1327       |                                                  | Boizenburg Nicola II Conte di Boizenburg 1323–1349 | Boizenburg Nicola II Conte di Boizenburg 1323–1349 |
|                                         |                                         |                                         |                                            |                                            |                                                           |                                           |                                                      |                                                      |                                                  |                                                  |                                                    |                                                    |
|                                         |                                         |                                         |                                            |                                            |                                                           |                                           |                                                      |                                                      |                                                  |                                                  |                                                    |                                                    |
|                                         |                                         | unificata da · Ottone I ·               | unificata da · Ottone I ·                  |                                            |                                                           |                                           | Ottone I Conte di Wittenburg e di Schwerin 1328-1357 | Ottone I Conte di Wittenburg e di Schwerin 1328-1357 | Nicola III Conte di Tecklenburg                  | Nicola III Conte di Tecklenburg                  | unificata da · Ottone I ·                          | unificata da · Ottone I ·                          |
|                                         |                                         |                                         |                                            |                                            |                                                           |                                           |                                                      |                                                      |                                                  |                                                  |                                                    |                                                    |
|                                         |                                         |                                         |                                            |                                            |                                                           |                                           |                                                      |                                                      |                                                  |                                                  |                                                    |                                                    |
|                                         |                                         |                                         |                                            |                                            |                                                           |                                           | Ducato di Meclemburgo · Alberto II ·                 | Ducato di Meclemburgo · Alberto II ·                 | Casa di · Tecklenburg-Schwerin ·                 | Casa di · Tecklenburg-Schwerin ·                 |                                                    |                                                    |